# Vladimir Cizelj
Vladimir Cizelj je istraživač, naučnik i preduzetnik rođen 28. aprila 1951. u Ptuju (Slovenija, SFRJ). Osnivač je instituta Vlatacom. 

## Obrazovanje
Nakon završetka studija na Elektrotehničkom fakultetu, na Katedri za elektroniku, telekomunikacije i kontrolno inženjerstvo na Beogradskom univerzitetu, stekao je master diplomu Biznis administracija (Business Administration, MBA) Univerziteta Blumzburg, Pensilvanija (SAD). Vladimir Cizelj stiče počasni doktorat Evropskog univerziteta (European University) u Beogradu, a od Evropske akademije nauka u Beču dobija titulu akademika.

## Karijera
Karijeru počinje u Institutu za nuklearne nauke “Vinča”, gde je zaposlen u Laboratoriji za teoretsku fiziku. Osnovao je departman za specijalne uređaje i sisteme (koji se i danas nazivaju Cizeljevi uređaji i sistemi). Svojim naučnim radom doprineo je kompleksnim vojnim projektima.
Tokom karijere dr Cizelj je registrovao više desetina patenata iz naučnih oblasti kojima se bavio.
Početkom devedesetih godina odlazi u inostranstvo i naučnu karijeru dopunjava i poslovnom. U tom periodu se posebno bavio satelitskim komunikacionim sistemima i uspostavljanjem nacionalnih satelitskih transpondera. 
Osniva privatnu kompaniju Vlatacom u Beogradu, 1997. godine. Vlatacom od prvog dana blisko sarađuje sa značajnim tehnološkim kompanijama, a posebno sa Motorolom. Dvosmerna saradnja ovih kampanija rezultirala je sa jedne strane uvodjenjem najsavremenijih komunikacionih i biometrijskih sistema u Srbiju, ali i otkupom intelektualne svojine Vlatacoma u oblasti biometrije od strane Motorole. Dr Vladimir Cizelj je usmeravao Vlatacom da se bavi istraživačkim, razvojnim i naučnim radom, tako da je u periodu od petnaest godina iz privatne kompanije, preko tehnološko istraživačkog i razvojnog centra izrastao u naučni institut. 
Vlatacom je prvi i jedini privatni tehnički naučni institut u Srbiji. Institut je akreditovalo Ministarstva prosvete, nauke i tehnološkog razvoja Republike Srbije 2015 godine. Zajednički naučni projekti odvijaju se u saradnji sa univerzitetima Oksford, Florida Atlantik, Univerzitet u Brnu itd. 
Dr Vladimir Cizelj i Vlatacom sarađuju na istraživačkim i inovativnim međunarodnim projektima FP7 i Horizon 2020 Evropske unije.
Vlatacom institut se bavi “sigurnošću informaciono-komunikacione tehnologije, zaštitom sigurnosno-kritičnih sredstava i kontrolom granica, primenjenom matematikom i elektronikom u službi implementacije kriptografskih rešenja, multisenzorskim rešenjima, biometrijom, inteligentnom obradom signala radio-talasa, video signala i slika”.
Dr Vladimir Cizelj je učesnik i govornik na globalnim konferencijama. Predstavljao je Srbiju kao gost na 19. Predsedničkom samitu država Mikronezije (Micronesia Presidents’ Summit).

## Članstva i funkcije
Cizelj je nastupao kao učesnik Međunarodne naučne konferencije “Evropski menadžment, biznis, marketing i razvoj turizma sa posebnim fokusom na Centralnu i Jugoistočnu Evropu” - Uloga istraživanja u ekonomskom razvoju (u koautorstvu sa prof. dr Miloradom Obradovićem)

## Priznanja i nagrade
Dr Vladimir Cizelj je dobitnik sledećih nagrada:
- Zlatna medalja za zasluge 2019. Ukaz o odlikovanjima potpisao je predsednik Republike Aleksandar Vučić[5]
- Nagrada “Kapetan Miša Anastasijević” 2020.[6]